# Wellen (Keyserling)
Wellen ist ein 1911 erschienener Roman von Eduard von Keyserling. Vorab wurde er ebenfalls 1911 in der neuen Rundschau veröffentlicht.

## Inhalt
Der Roman erzählt polyperspektivisch die Geschichte eines Badesommers an der Ostsee scheinbar als Idyll, bei näherem Hinsehen jedoch als gesellschaftliche Tragödie, in deren Brennpunkt der sich als Freidenker profilierende Maler Hans Grill und seine Frau Doralice stehen, die sich von ihrem älteren, standesgemäßen Gatten Graf Köhne-Jasky getrennt hat, um mit Hans zusammenzuleben. Die Familie der Generalin von Palikow (ihre Gesellschafterin, ihre Tochter Baronin von Buttlär, deren Mann, beider Kinder Wedig, Nini und Lolo sowie Lolos Verlobter, Leutnant Hilmar) und der verwachsene Geheimrat Knospelius vervollständigen das Figurenensemble.
Hans, der Standesgrenzen für nichtig erachtet, möchte als scheinbar selbstgewisser Liebender den Umgang seiner Frau nicht beschneiden. Doralice fühlt sich in ihrem Zwiespalt zwischen aufgegebenem gesellschaftlichem Rang und dem Anlehnungsbedürfnis an ihren Ehemann unverstanden. Weil sie den gelungenen Ausbruch aus der adligen Welt und deren erstarrten Konventionen zu verkörpern scheint, verfallen ihr sowohl Baron von Buttlär als auch Leutnant Hilmar, vor allem jedoch Lolo. Doralice, der nur allzu bewusst ist, dass sie aufgrund ihrer Scheidung nicht mehr gesellschaftsfähig ist, genießt die Urlaubs-Werbungen der ihr ehemals gesellschaftlich Gleichgestellten.
Der Roman kulminiert im Geburtstagsfest des Geheimrats Knospelius, in dessen Folge Hilmar Doralice einen leidenschaftlichen Antrag macht, den sie zurückweist, und Lolo sich das Leben zu nehmen versucht, indem sie ins Meer hinausschwimmt. Statt ihrer stirbt Hans, der von einer Ausfahrt auf das Meer nicht zurückkehrt. Doralice bleibt über die Zeit der Sommerfrische hinaus – die Familie der Gräfin Palikow ist längst abgereist – in dem kleinen Fischerort, zusammen mit Knospelius, der ihr seine Begleitung für eine Reise in den Süden anträgt.
Heimlicher Hauptakteur des Romans sind die titelgebenden Wellen, die Ostsee, das Meer. Sie symbolisieren das unendliche, sich stetig verändernde Leben und damit die von der inneren Gestimmtheit der Figuren unbeeinflusste, gleichwohl auf sie zurückwirkende Beständigkeit der Natur im Wechsel des Wetters ebenso wie in der zyklischen Erneuerung der Tages- und Jahreszeiten. Keyserling gestaltet den Kontrast ihrer steten Bewegung zu den erstarrten Konventionen der Welt, in der seine Figuren emotional gefangen bleiben.

## Figurenpersonal
- Doralice Grill, zuvor Köhne-Jasky, eine geschiedene Adelige.
- Hans Grill, ein bürgerlicher Künstler, Doralices zweiter Ehemann.
- Geheimrat Knospelius, ein exzentrischer, körperlich verwachsener Junggeselle, der sich mit Doralice anfreundet.
- Lolo von Buttlär, die älteste Tochter des Ehepaares Buttlär und Verlobte von Leutnant Hilmar.
- Leutnant Hilmar, Lolos Verlobter, der sich in Doralice verliebt.
- Herr von Buttlär, der Vater von Lolo, der sich ebenfalls für Doralice interessiert.
- Frau von Buttlär, die Mutter von Lolo, die müde und den Affären ihres Ehemannes überdrüssig erscheint.
- Generalin von Palikow, die Mutter von Frau von Buttlär, welche die Familie zu dem Urlaub eingeladen hat.
- Fräulein Borg, die Gesellschafterin der Generalin von Palikow.
- Nini sowie Wedig von Buttlär, die beiden jüngeren Kinder der Buttlärs, der 15-jährige Wedig wird als kränklich geschildert.
- Agnes, die Haushälterin von Doralice und Hans, die Doralice gegenüber abgeneigt ist.
- Ernestine, das junge Dienstmädchen der Generalin von Palikow.
- Fischer Steeg, der am Buchende ebenfalls in den Fluten umkommt, und seine Familie.

## Hintergrund
Nach Gabriele Radecke ist, aufgrund des historischen Erwähnung des Wirtshauses „Bullenkrugs“, wahrscheinlich, dass das Dorf Kaugerzeem (mittlerweile Kaugurciems bei Jūrmala im heutigen Lettland) der Handlungsort ist. Der Ort liegt unweit der historischen Festung Dünamünder Schanze, und auch ein Teil des Figurenpersonals ist in Beruf und seiner scheinbar alltäglichen Wortwahl von Militär und Krieg geprägt. Entsprechend kann man hierin hinter einer scheinbaren Sommeridylle auf der Textoberfläche bereits Anklänge an das tragische Ende der Novelle wahrnehmen.

## Verfilmung
Keyserlings Roman diente als Vorlage für eine Fernsehverfilmung aus dem Jahr 2005, bei der Vivian Naefe die Regie führte. Neben Marie Bäumer in der Hauptrolle spielen Monica Bleibtreu, Florian Stetter, Matthias Habich und Sunnyi Melles die Hauptrollen.
Gegenüber der Romanvorlage wurden für das Drehbuch einige Veränderungen vorgenommen, darunter auch einige Figurennamen abgeändert. Die Figur der Lolo verliebt sich in den Maler, der bewusst im Meer sterben will. Außerdem liegt die Handlung nun zeitlich nahe am Beginn des Ersten Weltkrieges. Der Film zeigt auch sexuelle Handlungen, welche in der Romanvorlage nicht vorkommen, sondern höchstens in der Schilderung der inneren Monologe der Romanfiguren erscheinen.